# 里村
里村（法語：Ryes，法語發音：[ʁi]）是法国卡尔瓦多斯省的一个市镇，位于该省西北部，属于巴约区。

## 地理
里村（49°18'42"N, 0°37'26"W）面积9.59 平方千米，位于法国诺曼底大区卡爾瓦多斯省，该省份为法国西北部沿海省份，北濒大西洋英吉利海峡，东北与滨海塞纳省以海上边界相接，东临厄尔省，南至奧恩省，西与芒什省接壤。
与里村接壤的市镇（或旧市镇、城区）包括：阿罗芒什莱班、贝桑地区马尼、勒马努瓦尔、默韦讷、圣科姆德弗雷内、索梅尔维约、滨海特拉西、巴藏维尔。

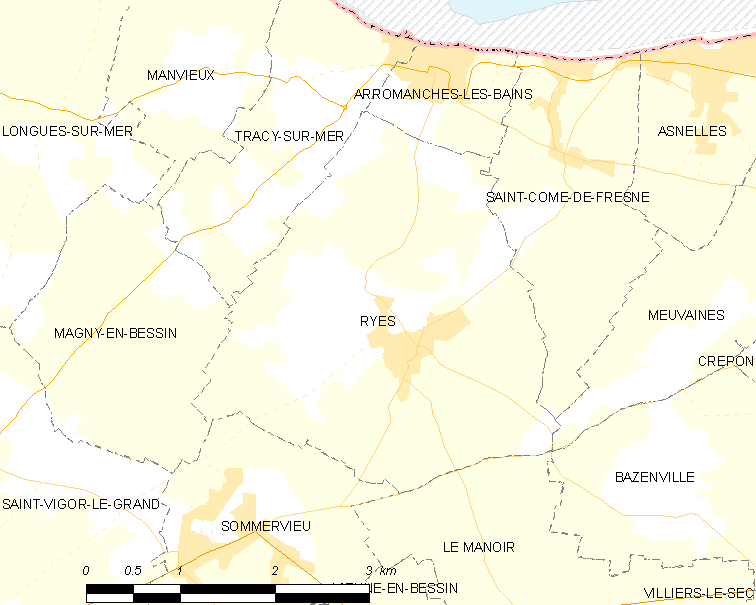
里村的OSM定位图

里村的时区为UTC+01:00、UTC+02:00（夏令时）。

## 行政
里村的邮政编码为14400，INSEE市镇编码为14552。

## 政治
里村所属的省级选区为巴约县。

## 人口

1962-2008年间里村人口变化图示

里村于2022年1月1日时的人口数量为491人。